# Silvio Garay
Silvio Garay (Asunción, Paraguay; 20 de septiembre de 1973) es un exfutbolista de Paraguay que jugaba en la posición de centrocampista.

## Carrera

### Club
| Periodo   | Club               |
| --------- | ------------------ |
| 1995-2000 | Sol de América     |
| 2000-2003 | Club Cerro Porteño |
| 2003-2004 | Tacuary FC         |
| 2004      | 12 de Octubre FC   |
| 2005      | Deportes Tolima    |

### Selección nacional
Jugó para Paraguay en cuatro ocasiones de 1999 a 2001 y anotó su único gol internacional en el empate 3-3 ante Perú en Cali por la Copa América 2001.

## Logros
- Primera División de Paraguay (1): 2001